# 斯科奇艾里什鎮區 (北卡羅萊納州羅恩縣)
斯科奇艾里什鎮區（英語：Scotch Irish Township）是位於美國北卡羅萊納州羅恩縣的一個鎮區。

## 地方資料
斯科奇艾里什鎮區的面積為91.20平方千米，當中陸地面積為91.16平方千米，而水域面積為0.04平方千米。根據2020年美國人口普查的數據，當地共有人口1732人，而人口密度為每平方千米18.99人。